# Hoard
Hoard – miasto w Stanach Zjednoczonych, w stanie Wisconsin, w hrabstwie Clark.